# Bajo la santa Federación
Bajo la santa Federación es una película de Argentina en blanco y negro dirigida por Daniel Tinayre según su propio guion escrito en colaboración con Héctor Pedro Blomberg, Manuel Lema Sánchez y Carlos M. Viale Paz sobre el romance radial homónimo de Blomberg y Viale Paz, que se estrenó el 21 de marzo de 1935 y que tuvo como protagonistas a Tulia Ciámpoli, Carmen Valdés, Arturo García Buhr y Pepita Muñoz.

## Sinopsis
Un triángulo amoroso en el Buenos Aires de la época de Rosas entre una joven federal, un mazorquero y un conspirador unitario.

## Comentarios
Domingo Di Núbila escribió que Bajo la santa Federación:

“fue la película argentina más espectacular hecha hasta entonces, con sus decorados de la época de Juan Manuel de Rosas, sus locaciones en Colonia (Uruguay) y sus conjuntos de extras…este tema novelesco falló un poco por convencional y por lunares de continuidad, quizás inevitables al comprimir tantos episodios de la historia original a los 75 minutos de la película. Pero por encima de estas desventajas importó que Tinayre revelara en su opera prima algunas de las que fueron luego sus inclinaciones más típicas y las constantes de su estilo: cuidado en la presentación y la técnica, amplitud en el espectáculo y complejidad en la construcción, buscando lo sugerente.”

Ulyses Petit de Murat opinó que el filme “trata la época de la tiranía de Rosas con una vacilación escolar” y Manrupe y Portela escribieron que en la película aparece un “Tinayre de la primera época adaptando un radioteatro exitoso con inquietudes visuales y de producción luego desarrolladas”.

## Reparto
- Tulia Ciámpoli
- Carmen Valdés
- Arturo García Buhr
- Pepita Muñoz
- Inés Padilla
- Ricardo Passano (Padre)
- Domingo Conte
- Valerio J. Castellini
- Domingo Sapelli
- María Esther Gamas
- Félix Blanco
- Isidro Martínez